# Michelangelo Caetani
Michelangelo Caetani, XIII duca di Sermoneta, IV principe di Teano (Roma, 20 marzo 1804 – Roma, 12 dicembre 1882), è stato un nobile, politico e letterato italiano.

## Biografia
Nacque a Roma nel 1804 da Enrico e da Teresa de' Rossi. Dapprima principe di Teano, ricevette il titolo di duca di Sermoneta alla morte del padre nel 1850. Come consuetudine i suoi studi si svolsero tramite insegnanti privati, anche se la spiccata curiosità lo portò ad appassionarsi negli studi degli artisti Bertel Thorvaldsen, Pietro Tenerani e Tommaso Minardi. Con questi studi affinò il suo gusto artistico, realizzando tra gli altri una serie di gioielli, imitazione dei reperti etruschi rinvenuti all'epoca, in collaborazione con l'orafo Fortunato Pio Castellani e i suoi due figli, Augusto e Alessandro; alcuni di essi sono esposti presso il Museo nazionale etrusco di Villa Giulia a Roma. Nel corso degli anni successivi ampliò i suoi interessi e impegni culturali, diventando appassionato di letteratura (Dante in primis), storia e archeologia.
Nel 1833 fu nominato comandante del corpo dei vigili del fuoco, carica che ricoprì per i successivi trent'anni. Oltre a questo incarico Caetani si occupò, oltre che di nutrire i propri interessi culturali, della ricostruzione del dissestato patrimonio familiare gravato, oltre che da una pessima amministrazione finanziaria, da diverse ipoteche. Con un'oculata e attenta gestione delle finanze riuscì nel suo intento.
Il suo salotto letterario, particolarmente noto in Europa e America settentrionale, fu frequentato da diversi ospiti illustri, tra cui: François-René de Chateaubriand, Stendhal, Henry Wadsworth Longfellow, Franz Liszt, Honoré de Balzac, Ernest Renan, Hippolyte Taine, Federico Ozanam, André-Marie Ampère, Ferdinand Gregorovius. Intrattenne anche un rapporto epistolare con Carlo Troya e Michele Amari, con i quali condivideva un comune interesse storico e letterario.

### Carriera politica
Con l'ascesa al soglio pontificio di Pio IX Caetani, come molti altri nobili romani laici, andò a ricoprire un'importante carica amministrativa, diventando nel febbraio 1848 Ministro della polizia nel governo del cardinal segretario di Stato Giuseppe Bofondi. Durante questo mandato si occupò attivamente dell'emancipazione ebraica. La sua attività politica si concluse rapidamente per sua stessa scelta.
Fu particolare stimatore di Pellegrino Rossi, da lui considerato il modello politico ideale e avversò particolarmente la Repubblica Romana del 1849. Pur non aderendo ad alcun partito, rimase in contatto con il Comitato nazionale romano, confermando il suo orientamento verso un liberalismo moderato.
Dopo la presa di Roma del 1870 fu considerato come il più adeguato per guidare la temporanea giunta di governo della città, ricevendo successivamente il compito di riferire a Vittorio Emanuele II i risultati del plebiscito con cui i romani sancirono l'annessione della città al Regno d'Italia.
(Corriere della Sera del 9 ottobre 1870)
Nel dicembre 1870 fu eletto nel collegio Roma V alla Camera dei deputati, rimanendo in carica per l'intera XI legislatura. Fu nominato cavaliere dell'Ordine supremo della Santissima Annunziata e iniziato alla Massoneria nella loggia "Universo".

### Vita privata
Sposò Calixta Rzewuska, il cui padre era Wenceslas Seweryn Rzewuski, noto orientalista polacco; dalla moglie ebbe i figli Onorato, Ministro degli affari esteri del Regno d'Italia, ed Ersilia, archeologa e prima donna ad essere stata ammessa all'Accademia Nazionale dei Lincei.
Rimasto vedovo, sposò nel 1854 Margareth Knight e poi, alla morte di questa, Harriet Ellis, figlia di lord Howard, nel 1875.

## Opere

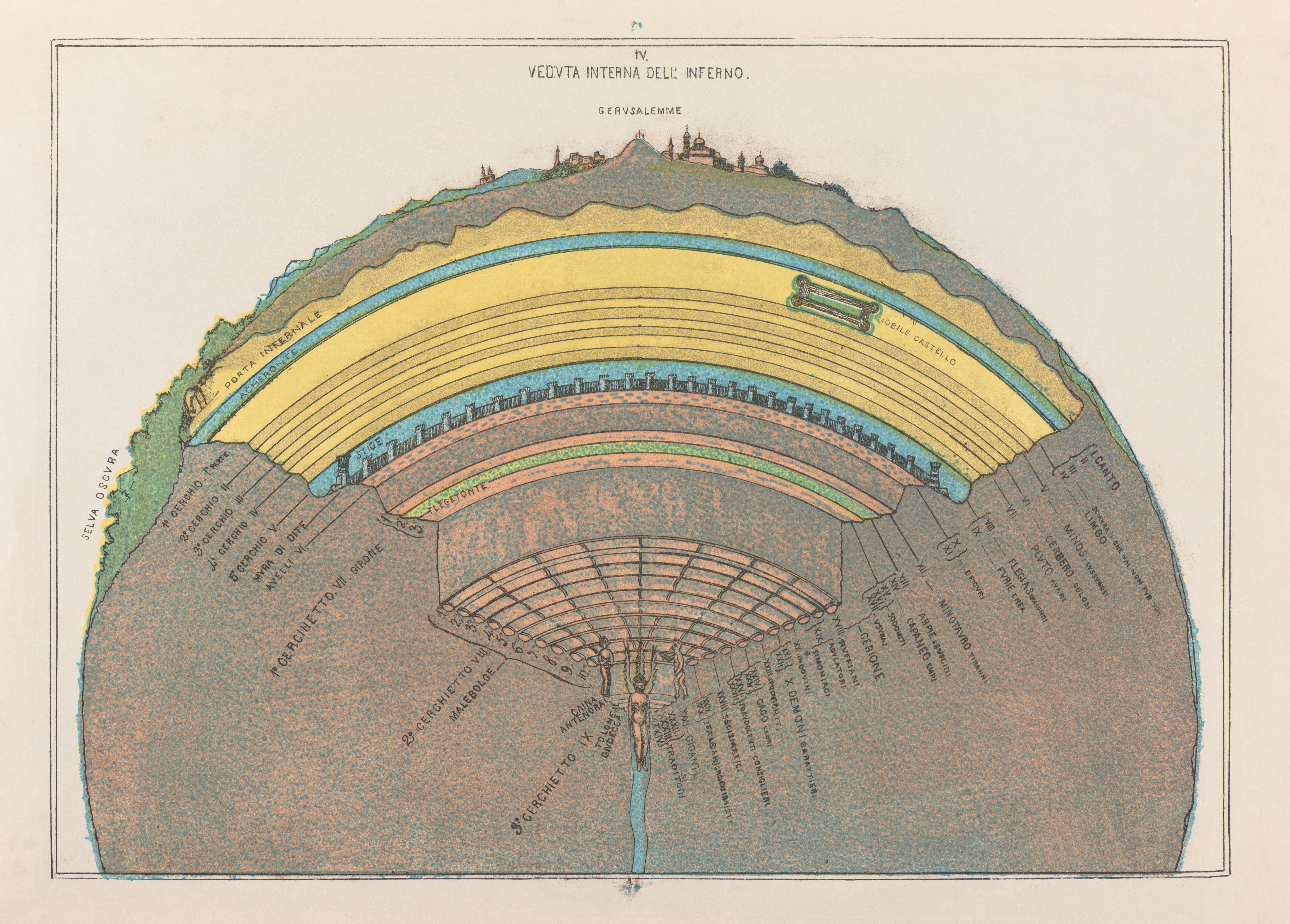
Veduta dell'Inferno dantesco, che si estende all'interno della Terra, disegnata da Michelangelo Caetani

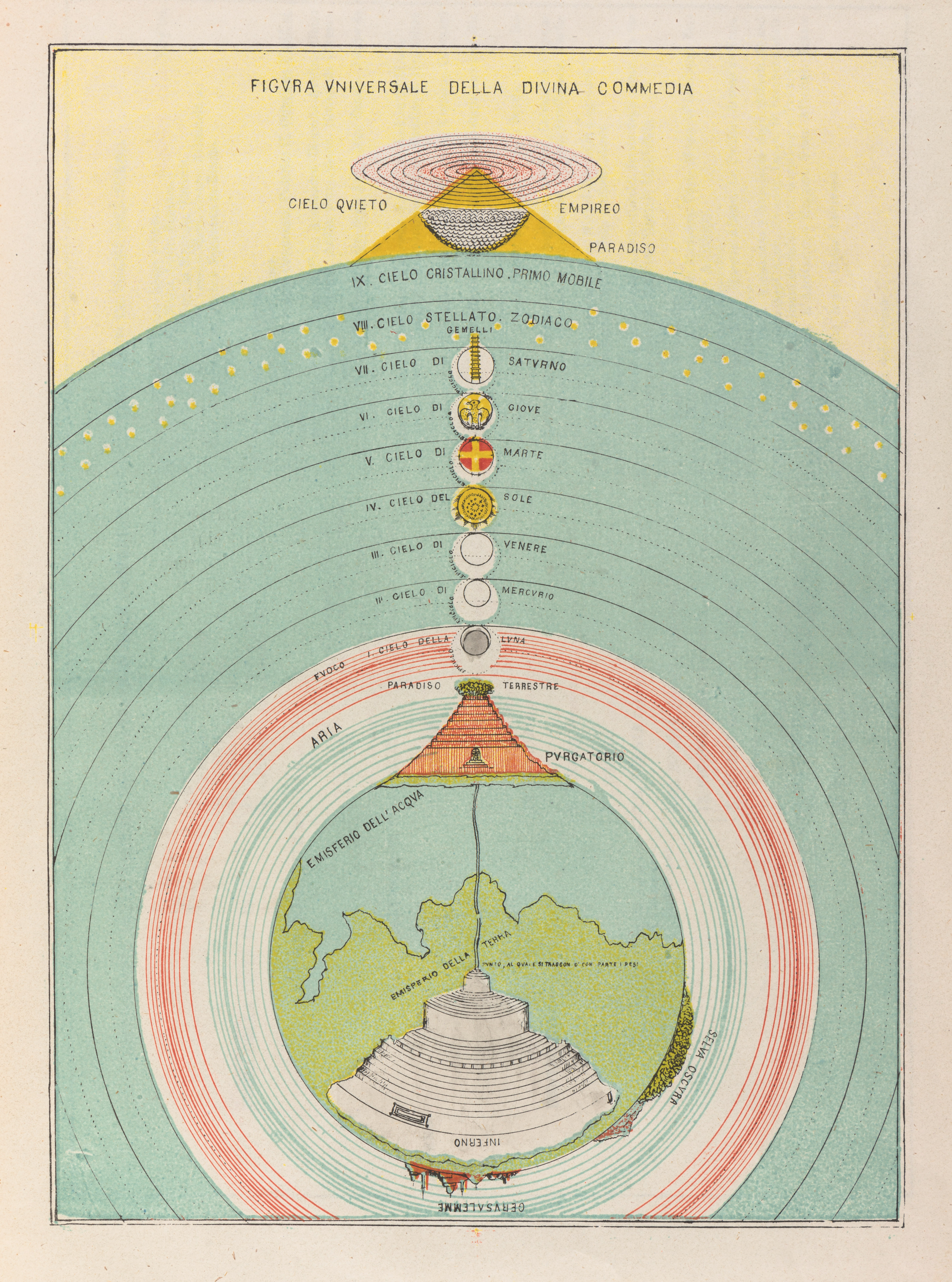
Figura universale della Divina Commedia disegnata da Michelangelo Caetani

### Scritti danteschi
- La materia della Divina Commedia di Dante Allighieri: dichiarata in VI tavole da Michelangelo Caetani, Roma, Menicanti, 1855
- Della dottrina che si asconde nell'ottavo e nono canto dell'Inferno della Divina Commedia di Dante Allighieri: esposizione nuova di Michelangelo Caetani, Roma, Menicanti, 1852
- Di una più precisa dichiarazione intorno ad un passo della Divina Comedia di Dante Alighieri nel XVIII Canto del Paradiso: proposta agli amici di questi studj da Michelangelo Caetani, Roma, Menicanti, 1852!
- Tre chiose di Michelangelo Caetani, duca di Sermoneta, nella Divina Commedia di Dante Alighieri, Roma, coi tipi del Salvucci, 1876

### Epistolari
- Carlo Witte, Alessandro Torri ed altri insigni dantofili (a cura di), Carteggio dantesco del duca di Sermoneta con Giambattista Giuliani; con ricordo biografico di Angelo De Gubernatis, Milano, Hoepli, 1883
- G. L. Passerini (a cura di), Lettere del duca Michelangelo Caetani di Sermoneta al conte Carlo Troya, Firenze, Tipi di L. Franceschini e C., 1900
- G. L. Passerini (a cura di), Epistolario: corrispondenza dantesca di Michelangelo Caetani duca di Sermoneta, Città di Castello, Lapi, 1903
- Fiorella Bartoccini (a cura di), Lettere di Michelangelo Caetani duca di Sermoneta: cultura e politica nella Roma di Pio IX, Roma, Istituto di studi romani, 1974

## Albero genealogico
|                                              |                                      |                          | Genitori       |  |  | Nonni |  |  | Bisnonni                                  |  |  | Trisnonni                                       |  |
|                                              |                                      |                          |                |  |  |       |  |  | Michelangelo Caetani, X duca di Sermoneta |  |  | Gaetano Francesco Caetani, IX duca di Sermoneta |  |
|                                              |                                      |                          |                |  |  |       |  |  | Michelangelo Caetani, X duca di Sermoneta |  |  | Gaetano Francesco Caetani, IX duca di Sermoneta |  |
|                                              |                                      | Costanza Barberini       |                |  |  |       |  |  | Michelangelo Caetani, X duca di Sermoneta |  |  |                                                 |  |
| Francesco Caetani, XI duca di Sermoneta      |                                      |                          |                |  |  |       |  |  | Michelangelo Caetani, X duca di Sermoneta |  |  |                                                 |  |
|                                              |                                      | Carlotta Zongo Ondedei   | …              |  |  |       |  |  |                                           |  |  |                                                 |  |
|                                              |                                      | Carlotta Zongo Ondedei   | …              |  |  |       |  |  |                                           |  |  |                                                 |  |
|                                              |                                      | Carlotta Zongo Ondedei   | Teresa Cima    |  |  |       |  |  |                                           |  |  |                                                 |  |
| Enrico Caetani, XII duca di Sermoneta        |                                      | Carlotta Zongo Ondedei   |                |  |  |       |  |  |                                           |  |  |                                                 |  |
|                                              |                                      | …                        | …              |  |  |       |  |  |                                           |  |  |                                                 |  |
|                                              |                                      | …                        | …              |  |  |       |  |  |                                           |  |  |                                                 |  |
|                                              |                                      | …                        | …              |  |  |       |  |  |                                           |  |  |                                                 |  |
| Anna Maria Meucci                            |                                      | …                        |                |  |  |       |  |  |                                           |  |  |                                                 |  |
|                                              |                                      | …                        | …              |  |  |       |  |  |                                           |  |  |                                                 |  |
|                                              |                                      | …                        | …              |  |  |       |  |  |                                           |  |  |                                                 |  |
|                                              |                                      | …                        | …              |  |  |       |  |  |                                           |  |  |                                                 |  |
| Michelangelo Caetani, XIII duca di Sermoneta |                                      | …                        |                |  |  |       |  |  |                                           |  |  |                                                 |  |
|                                              | Giovanni Francesco Blengini de Rossi | …                        |                |  |  |       |  |  |                                           |  |  |                                                 |  |
|                                              | Giovanni Francesco Blengini de Rossi | …                        |                |  |  |       |  |  |                                           |  |  |                                                 |  |
|                                              | Giovanni Francesco Blengini de Rossi | …                        |                |  |  |       |  |  |                                           |  |  |                                                 |  |
| Giovanni Gherardo de Rossi                   | Giovanni Francesco Blengini de Rossi |                          |                |  |  |       |  |  |                                           |  |  |                                                 |  |
|                                              |                                      | Maddalena Gelpi          | …              |  |  |       |  |  |                                           |  |  |                                                 |  |
|                                              |                                      | Maddalena Gelpi          | …              |  |  |       |  |  |                                           |  |  |                                                 |  |
|                                              |                                      | Maddalena Gelpi          | …              |  |  |       |  |  |                                           |  |  |                                                 |  |
| Teresa de Rossi                              |                                      | Maddalena Gelpi          |                |  |  |       |  |  |                                           |  |  |                                                 |  |
|                                              |                                      | Giovanni Battista Ingami | Giacomo Ingami |  |  |       |  |  |                                           |  |  |                                                 |  |
|                                              |                                      | Giovanni Battista Ingami | Giacomo Ingami |  |  |       |  |  |                                           |  |  |                                                 |  |
|                                              |                                      | Giovanni Battista Ingami | Anna Evangeli  |  |  |       |  |  |                                           |  |  |                                                 |  |
| Clementina Ingami                            |                                      | Giovanni Battista Ingami |                |  |  |       |  |  |                                           |  |  |                                                 |  |
|                                              |                                      | Anna Cotti               | Andrea Cotti   |  |  |       |  |  |                                           |  |  |                                                 |  |
|                                              |                                      | Anna Cotti               | Andrea Cotti   |  |  |       |  |  |                                           |  |  |                                                 |  |
|                                              |                                      | Anna Cotti               | …              |  |  |       |  |  |                                           |  |  |                                                 |  |
|                                              |                                      | Anna Cotti               |                |  |  |       |  |  |                                           |  |  |                                                 |  |